# Pesca de fons

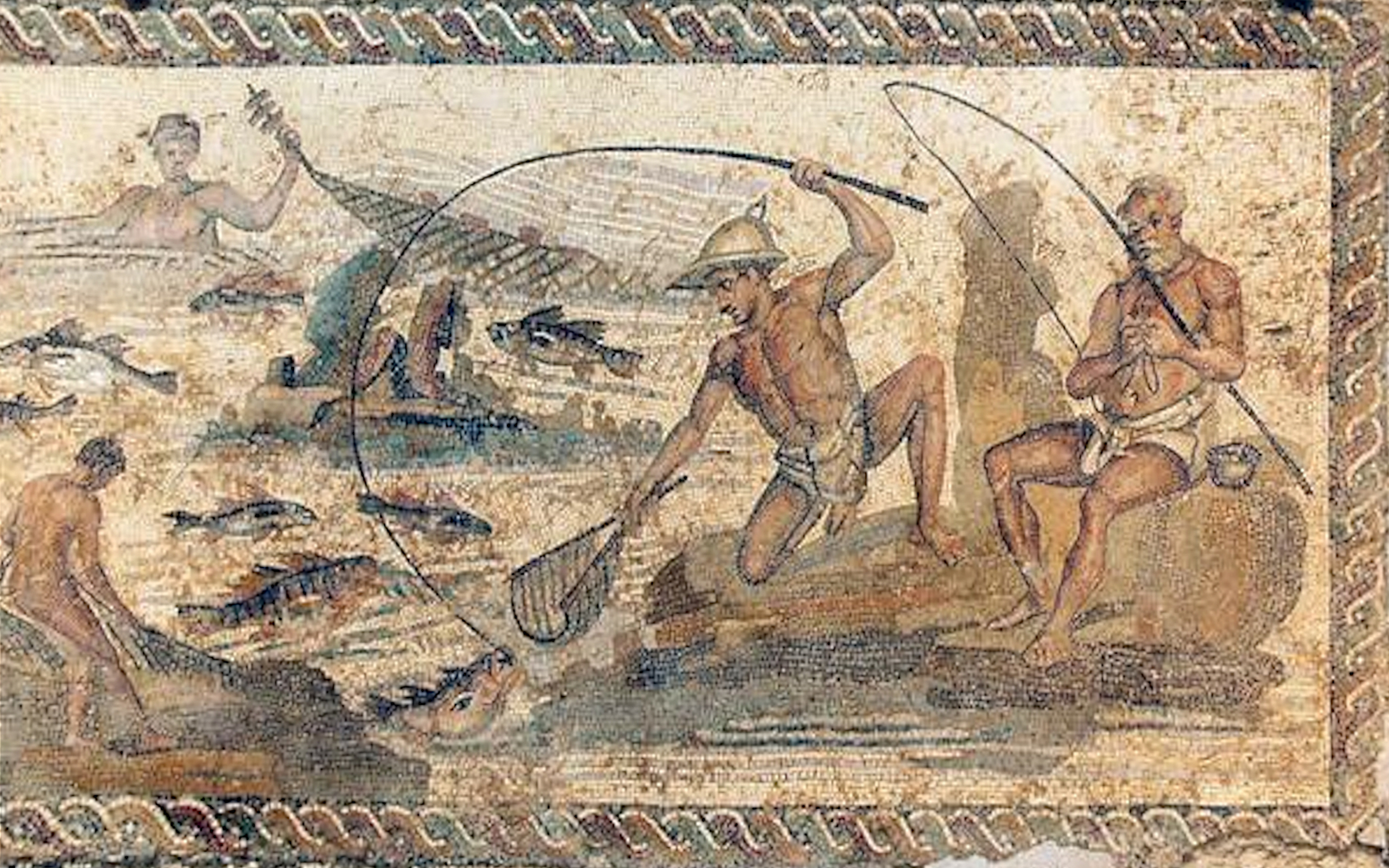
Pesca al segle I dC. Mosaic de la Vila del Nil, Lepcis Magna, Museu Nacional de Trípoli.

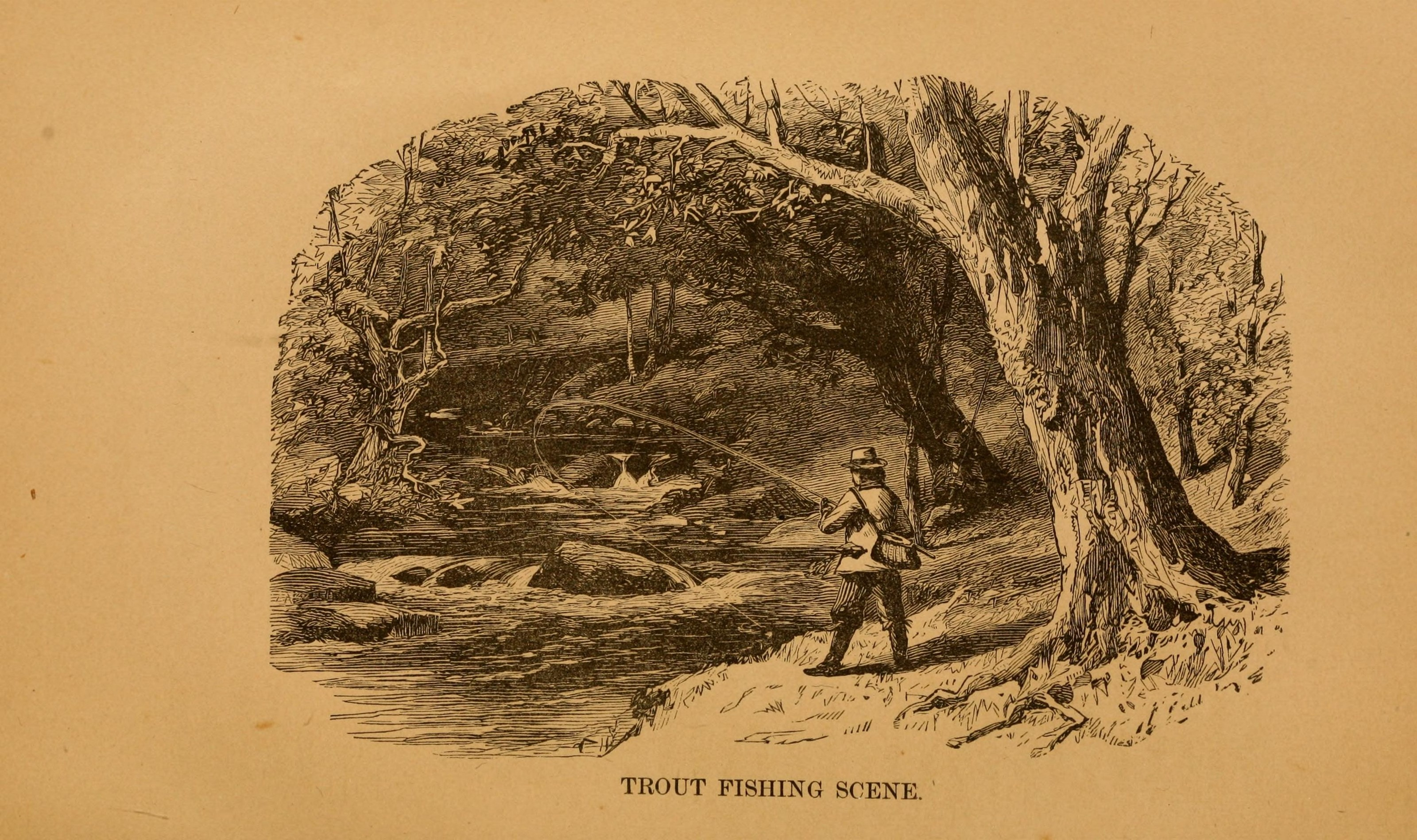
Pesca amb canya

La pesca de fons és un mètode de pesca que es duu a terme ancorant la llinya, que és un element resistent que va lligat a l'ham, al fons o prop del fons. La canya de pescar moderna sol equipar-se amb un rodet de pesca que funciona com un mecanisme. La pesca Tenkara i la canya són dues tècniques que no fan servir un rodet. El ganxo en si es pot vestir amb esquer, però de vegades s'utilitza un esquer amb els ganxos units. També s'utilitzen de vegades indicadors per quan els peixos piquen com petits elements que suren, per exemple.
La pesca de fons és el principal mètode de pesca esportiva, però la pesca comercial també utilitza mètodes de pesca amb palangre o curricà. La pesca amb captura i alliberament cada vegada es practica més en la pesca esportiva. En moltes parts del món, hi ha lleis que obliguen a alliberar els peixos interiors o superiors a unes determinades mides.
Les espècies de peixos perseguits pels pescadors varien segons la geografia. Entre les moltes espècies de peixos d'aigua salada que es capturen per practicar esport hi ha Xiphias gladius, els istiofòrids, la tonyina, mentre que a Europa el bacallà i el llobarro són objectius populars. A Amèrica del Nord, la pesca esportiva d'aigua dolça més popular inclou el llobarro, el lluç, Sander vitreus, la perca groga, la truita, el salmó, la pomoxis, la lepomis i el Centràrquids. A Europa molts pescadors de peixos d'espècies com la carpa, el lluç de riu, bremes, tenca, Scardinius, Rutilus, la Perca de riu, bagres i barbs.

## Ganxos

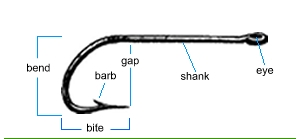
Un ham.

L'ús del ganxo en la pesca amb canya prové, històricament, del que avui s'anomenaria una gorga. La paraula en aquest context, prové de la paraula francesa que significa "gola". Els antics pobles utilitzaven les gorges per capturar peixos i animals com foques, morses i ocells. Era un tros llarg o prim d'os o pedra adherit pel seu punt mitjà a una línia fina. Quan l'animal s'empassava l'esquer, estirant es clavava a la gola de l'animal. Les gorges van evolucionar cap al modern ganxo de pesca, que és un filferro en forma de J amb un bucle en un extrem i una punta afilada en l'altre. La majoria dels ganxos tenen una punxa a prop del punt per evitar que un peix es desenganxi mentre es roda. Algunes lleis i reglaments exigeixen que els ganxos siguin sense barres. Aquesta norma s'aplica habitualment per protegir les poblacions de determinades espècies. Un ganxo de pues podria matar un peix si penetrés a les brànquies.

## Esquers
L'objectiu i el seu hàbitat marca quina tècnica s'utilitza. La pesca amb canya es pot separar en dues categories principals: mitjançant esquers artificials o naturals.

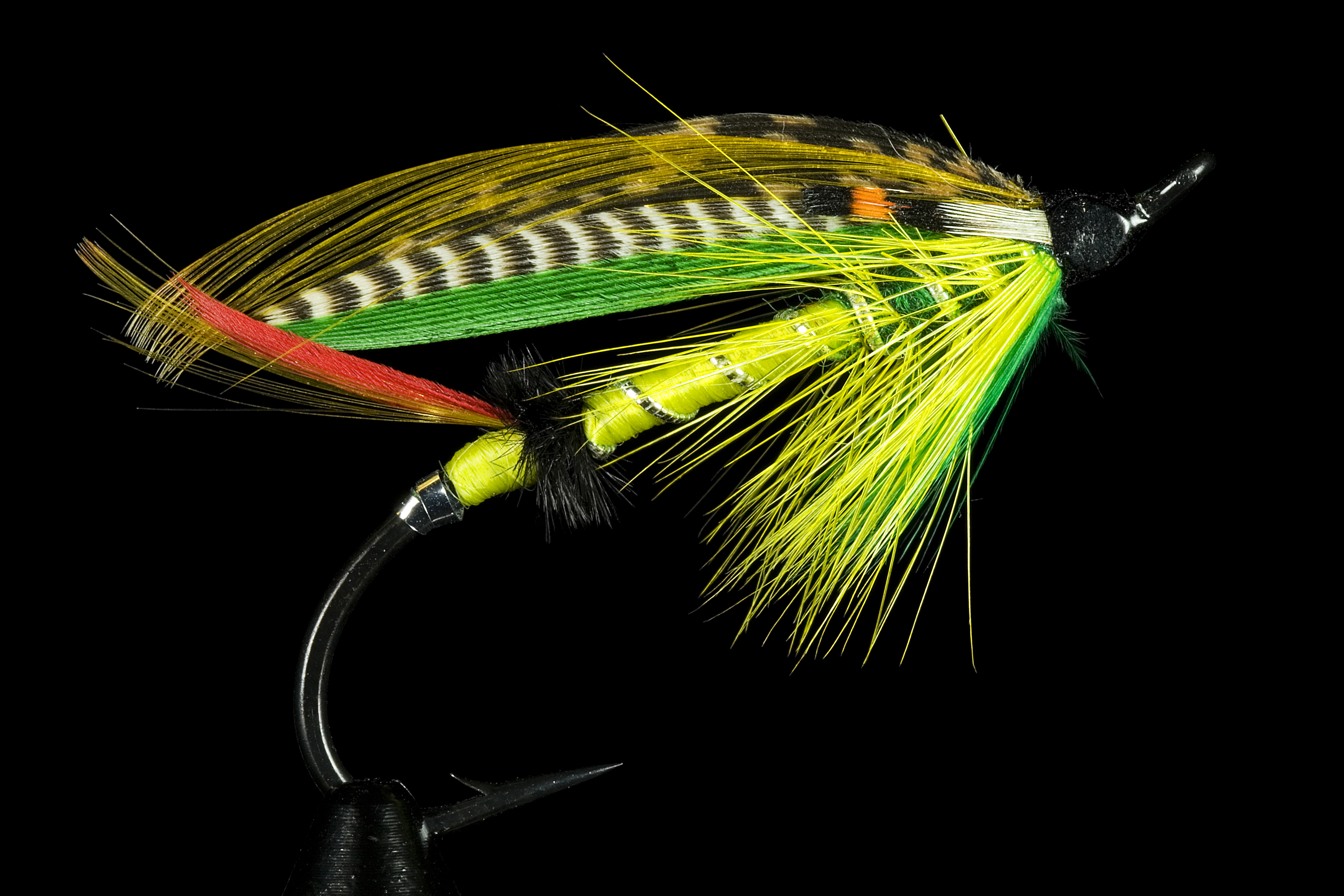
Green Highlander és una mosca artificial que s'utilitza per a la pesca del salmó.

### Esquers artificials
Molta gent prefereix pescar únicament amb esquers, que són esquers artificials dissenyats per atraure els peixos a atacar. El pescador amb esquers artificials utilitza un esquer fabricat per l'home que pot representar o no preses. L'esquer pot requerir una presentació especialitzada per impartir una acció atractiva com, per exemple, en la pesca amb mosca. Una manera comuna de pescar un cuc de plàstic tou és el Texas Rig .

### Esquers naturals

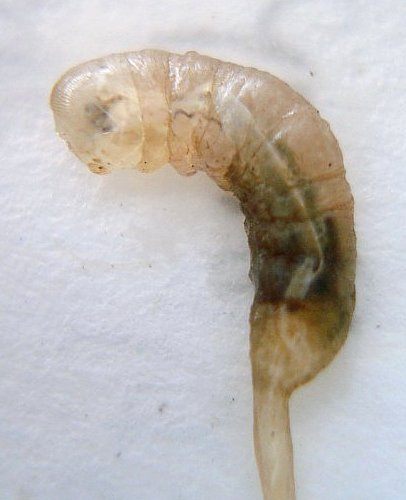
La larva de cua de rata és un popular esquer de peix

El pescador amb esquer natural, amb poques excepcions, utilitzarà una espècie de presa comuna dels peixos com a atractiu. L'esquer natural utilitzat pot ser viu o mort. Entre els esquers naturals habituals tant per a la pesca d'aigua dolça com per a l'aigua salada s'inclouen cucs, sangoneres, mines, granotes, salamandres, pop, calamars, insectes i fins i tot llagostins. Els esquers naturals són eficaços a causa de la textura, olor i color reals de l'esquer presentat.
El cuc de terra comú és un esquer universal per a la pesca amb aigua dolça. Les garrigues i els cucs també són un excel·lent esquer per pescar truites. Les llagostes, les abelles i fins i tot les formigues també s'utilitzen com a esquer per a la truita durant la seva temporada, tot i que molts pescadors creuen que la truita o les ous de salmó són superiors a qualsevol altre esquer. Als llacs de climes del sud com Florida, peixos com el peix-sol prendran fins i tot el pa com a esquer. L'esquer de pa és una petita quantitat de pa, sovint humitejat per saliva, que s'aconsegueix fins a una mida petita que és de mida de mossegada als peixos petits.

### Malaltia propagant

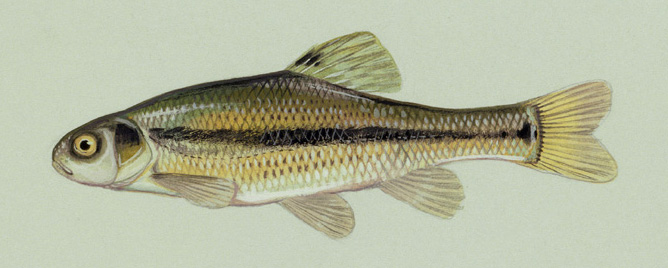
Pimephales promelas; un peix d'esquer comú

La captura, el transport i el cultiu de peixos esquers poden propagar organismes perjudicials entre els ecosistemes i posar-los en perill. El 2007, diversos estats nord-americans van promulgar normatives dissenyades per frenar la propagació de malalties dels peixos, inclosa la septicèmia hemorràgica viral, per part dels peixos esquer. A causa del risc de transmetre Myxobolus cerebralis (malaltia de remolí), la truita i el salmó no s'han d'utilitzar com a esquer.
Els pescadors poden augmentar la possibilitat de contaminació buidant galledes d'esquer als llocs de pesca i recollint o utilitzant l'esquer de manera incorrecta. El transport de peixos d'un lloc a un altre pot incomplir la llei i provocar la introducció de peixos aliens a l'ecosistema.

## Lleis i reglaments

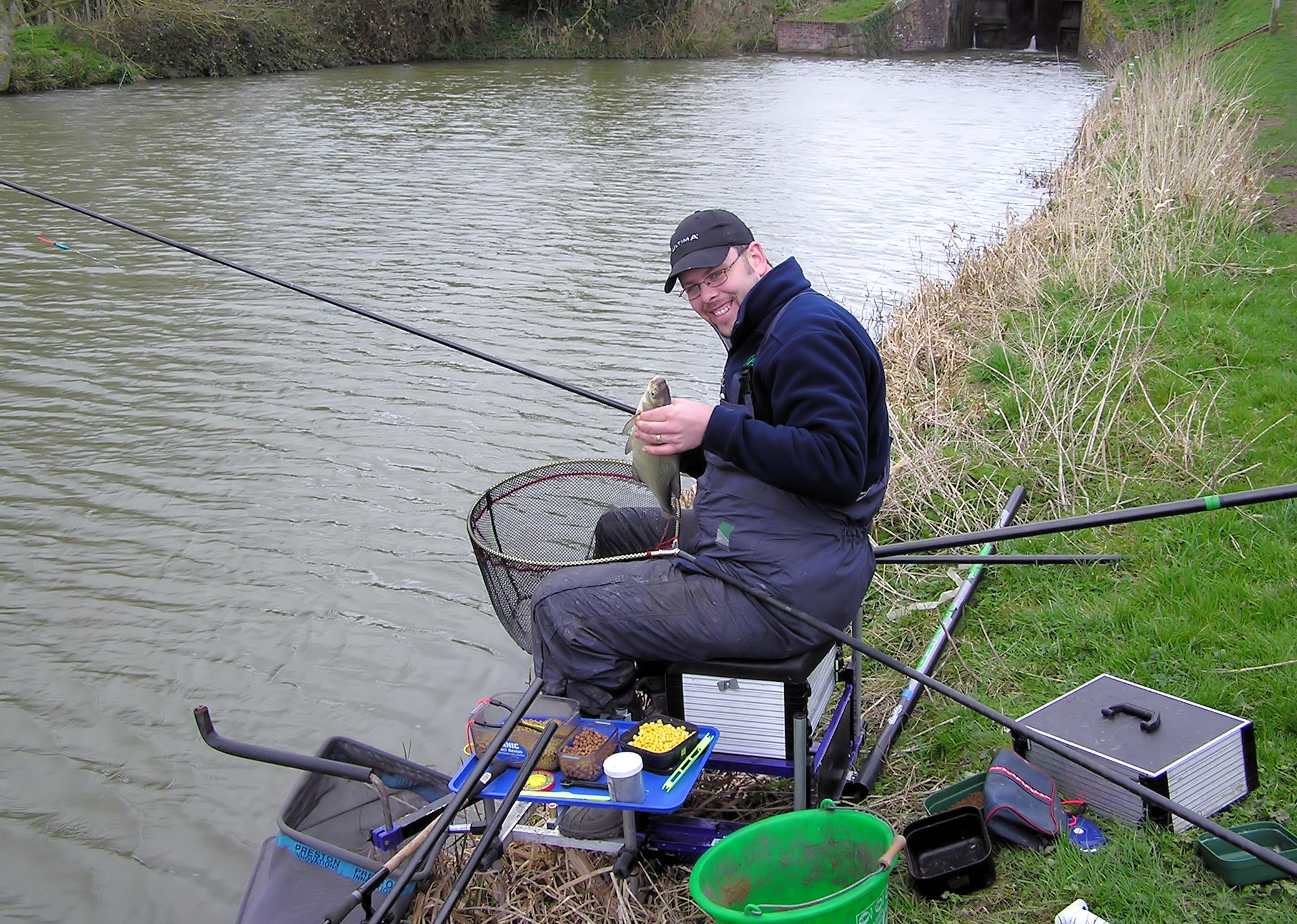
Un pescador al canal Kennet i Avon, Anglaterra, amb els seus aparells de pesca.

Les lleis i les regulacions sobre la pesca amb canya varien molt, sovint regionalment, dins dels països. Aquests inclouen normalment permisos (llicències), períodes de tancament (temporades) en què espècies específiques no estan disponibles per a la collita, restriccions als tipus d' artesania i quotes.
Les lleis generalment prohibeixen la captura de peixos amb ganxos que no siguin a la boca (enganxament brut, "enganxament" o "jagging") o l'ús de xarxes que no siguin com a ajuda per aterrar un peix capturat. Algunes espècies, com ara els peixos amb esquer, es poden prendre amb xarxes i algunes per menjar. De vegades, els peixos (no esportius) es consideren de menor valor i pot ser permès prendre'ls per mètodes com ara enganxar, arc i fletxa o llança. Cap d'aquestes tècniques no pertany a la definició de pesca amb canya, ja que no depèn de l'ús d'un ganxo i una línia.

### Temporades de pesca
Les temporades de pesca són establertes per països o localitats per indicar quins tipus de peixos es poden pescar durant la pesca esportiva (també coneguda com a pesca amb canya) durant un determinat període. Les temporades de pesca s'apliquen per mantenir l'equilibri ecològic i per protegir les espècies de peixos durant el període de posta durant el qual són més fàcils de capturar.

### Límits de ranures
Es posen en marxa els límits de les ranures per ajudar a protegir certs peixos en una àrea determinada. Generalment requereixen que els pescadors alliberin peixos capturats si es troben dins d'una classe de mida determinada, cosa que permet als pescadors mantenir només peixos més petits o més grans. Els límits de les ranures varien d'un llac a un altre segons el que els funcionaris locals creuen que produiria el millor resultat per gestionar les poblacions de peixos.

## Captura i alliberament

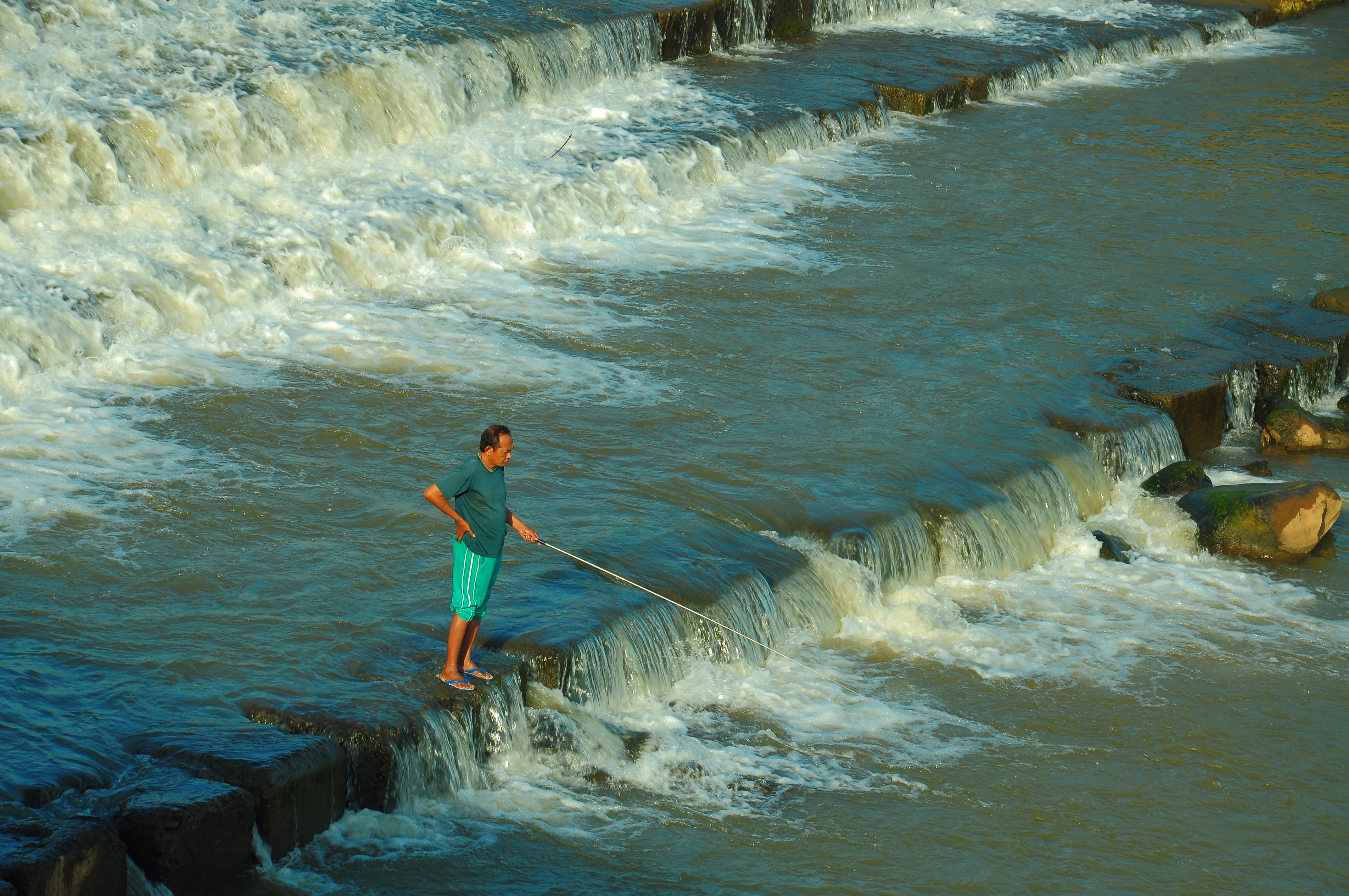
Un pescador pesca al mig del riu quan l'aigua retrocedeix al centre de Java, Indonèsia

Tot i que la majoria de pescadors mantenen les seves captures per al consum, la pesca de captures i alliberaments es practica cada vegada més, sobretot pels pescadors amb mosca. El principi general és que l'alliberament de peixos els permet sobreviure, evitant així l'esgotament no desitjat de la població. Per a espècies com l'emperador, el musellunge i el llobarro, hi ha un tabú cultural entre els pescadors que no els prenen per menjar. En moltes parts del món, els límits de mida s'apliquen a determinades espècies, és a dir, per llei, els peixos inferiors a una mida determinada han de ser alliberats. Generalment es creu que els peixos més grans tenen un major potencial reproductiu. Algunes pesqueries tenen un límit de ranura que permet la presa de peixos més petits i més grans, però que requereixen l'alliberament de peixos de mida mitjana. Generalment s'accepta que aquest enfocament de gestió ajudarà a la pesqueria a crear una sèrie de peixos grans de la mida d'un trofeu. En les pesqueries més petites que pesquen molt, la captura i l'alliberament és l'única manera de garantir que els peixos capturables estiguin disponibles d'any en any. Alguns consideren que la pràctica de la captura i l'alliberament és considerada poc ètica infligir dolor a un peix amb finalitats esportives. Alguns dels que s'oposen a l'alliberament de peixos no s'oposen a matar peixos per menjar. Els adherents a la captura i l'alliberament disputen aquesta acusació i assenyalen que els peixos s'alimenten habitualment de preses dures i punxegudes i, com a tal, es pot esperar que tinguin la boca dura, i també que alguns peixos tornin a agafar un esquer que acaben d'enganxar., un comportament poc probable si l'enganxament fos dolorós. Els contraris a la pesca de captura i alliberament considerarien preferible prohibir o restringir severament la pesca amb canya. D'altra banda, els defensors afirmen que la captura i l'alliberament és necessària perquè moltes pesqueries es mantinguin sostenibles, és una pràctica que en general té taxes de supervivència elevades i consideren que la prohibició de la pesca amb canya no és raonable ni necessària.
En algunes jurisdiccions, a la província canadenca de Manitoba, per exemple, la captura i l'alliberament són obligatoris per a algunes espècies com la truita de rierol. Moltes de les jurisdiccions que obliguen a l'alliberament en viu de peixos esportius també requereixen l'ús d'esquirols artificials i de ganxos sense barres per minimitzar la possibilitat de lesions als peixos. La captura i l'alliberament obligatoris també existeixen a la República d'Irlanda, on es va introduir com a mesura de conservació per evitar la disminució de les existències de salmó atlàntic en alguns rius. A Suïssa, la pesca amb captura i alliberament es considera inhumana i va ser prohibida el setembre del 2008.
Els ganxos sense barres, que es poden crear a partir d'un ganxo estàndard traient la punxa amb alicates o que es poden comprar, de vegades són resistits pels pescadors perquè creuen que s'escapa un augment del peix. Els ganxos sense barres redueixen el temps de manipulació, augmentant així la supervivència. Concentrar-se en mantenir la línia tensa mentre lluiteu amb els peixos, fer servir ganxos d'estil de punt recurvat o “triple adherència” i equipar els esquers que no els tinguin amb anells dividits pot reduir significativament la fugida.

## Capacitat per al dolor

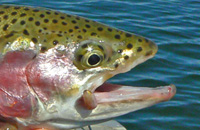
Truita arc de Sant Martí

Els defensors de la protecció dels animals han expressat la seva preocupació pel sofriment dels peixos causat per aquest tipus de pesca. Després d'algunes investigacions, alguns països, com Alemanya, han prohibit els tipus específics de pesca i la RSPCA britànica processa formalment pescadors per la seva crueltat en pescar.
Els experiments fets per William Tavolga proporcionen proves que els peixos tenen respostes de dolor i por. Per exemple, en els experiments de peixos gripau aquests emetien sons quan rebien impactes elèctrics i amb el pas del temps van arribar a grunyir a la simple vista d'un elèctrode. Les proves addicionals realitzades tant a la Universitat d'Edimburg com al Roslin Institute, en què es va injectar verí d'abella i àcid acètic als llavis de la truita arc iris, van provocar que els peixos es fregessin els llavis pels costats i els terres dels tancs, cosa que els investigadors creuen que era una manera d'intentar alleujar-se del dolor.
El 2003, científics escocesos de la Universitat d'Edimburg que feien investigacions sobre truites irisades van concloure que els peixos presenten comportaments sovint associats al dolor i que el cervell dels peixos dispara les neurones de la mateixa manera que el cervell humà ho fa quan experimenta dolor. James D. Rose de la Universitat de Wyoming va criticar l'estudi, afirmant que era defectuós, principalment perquè no proporcionava proves que els peixos posseïssin "consciència conscient, particularment una mena de consciència que és significativament com la nostra". Rose argumenta que, atès que el cervell dels peixos és força diferent al nostre, els peixos no són conscients, de manera que reaccions similars a les reaccions humanes al dolor tenen altres causes. Rose havia publicat la seva pròpia opinió un any abans argumentant que els peixos no poden sentir dolor ja que no tenen el neocòrtex adequat al cervell. No obstant això, el conductista animal Temple Grandin argumenta que els peixos encara podrien tenir consciència sense un neocòrtex perquè "diferents espècies poden utilitzar estructures i sistemes cerebrals diferents per manejar les mateixes funcions". La posició que adopta Rose tampoc aborda consideracions empíriques i filosòfiques no resoltes sobre el dolor, tal com plantegen els principis d'epistemologia, solipsisme, existencialisme i etologia comparada. Fins que aquests problemes no es resolguin de manera més fonamental, hi ha arguments forts per abstenir-se de provocar l'aparició de dolor o un comportament coherent amb el dolor, en la mesura que aquestes coses puguin ser raonablement evitables. No obstant això, el 2012, un grup d'investigadors dirigits per Rose va revisar la literatura i va concloure de nou que els peixos no són conscients i, per tant, no senten dolor.

## Torneigs i derbis

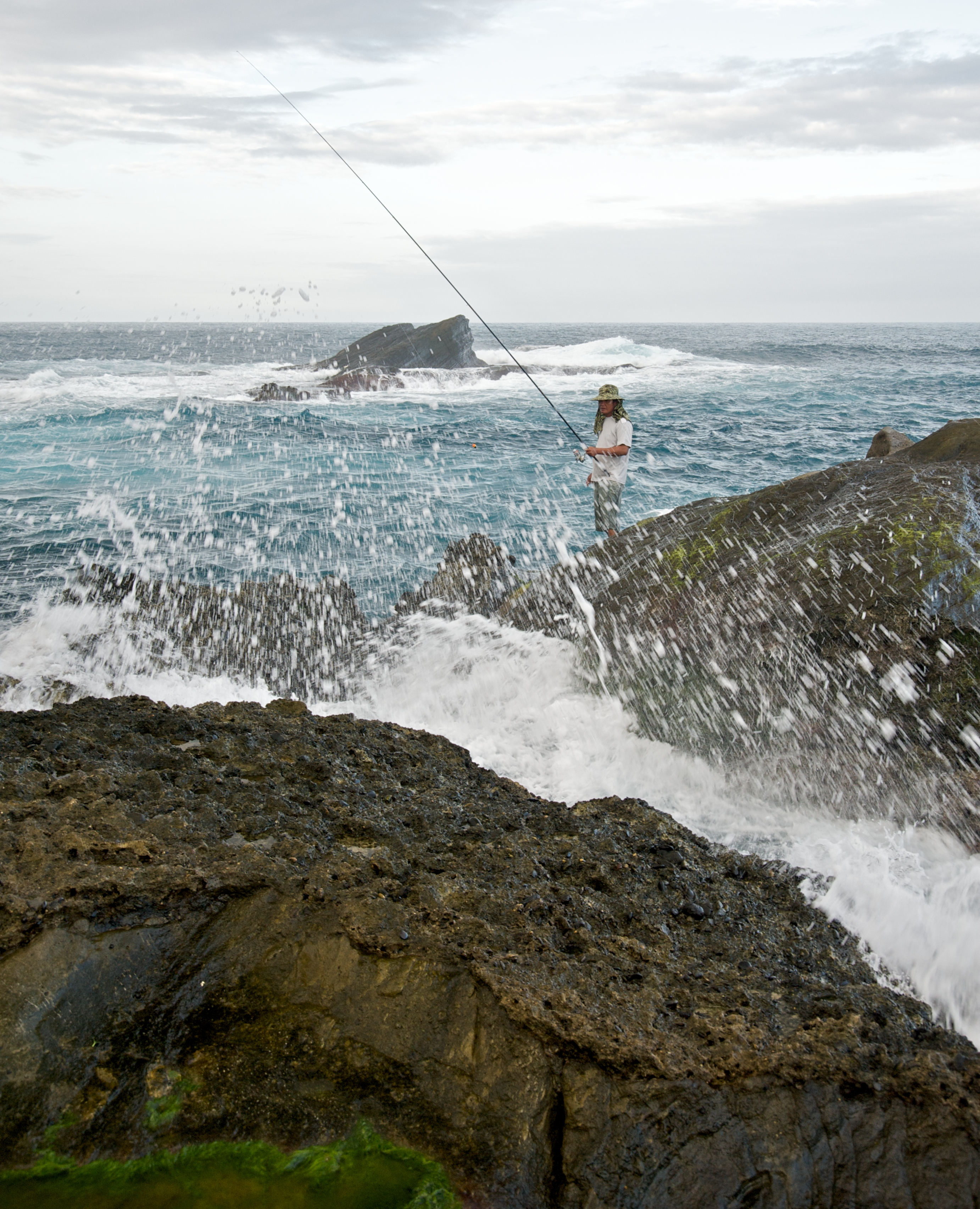
Pescant a Shihtiping a Taiwan

De vegades es considera dins de l'àmplia categoria de pesca amb canya quan els concursants competeixen per obtenir premis en funció de la longitud o pes total d'un peix, normalment d'una espècie predeterminada, capturat en un temps determinat (torneigs de pesca). Aquests concursos han evolucionat des de concursos de pesca locals fins a grans circuits competitius, on els pescadors professionals reben recolzaments comercials. Els pescadors professionals no es dediquen a la pesca comercial, tot i que obtenen una recompensa econòmica.

## Motivació
Una enquesta de deu anys de durada realitzada als membres dels clubs de pesca nord-americans, realitzada el 1997, va indicar que les motivacions per a la pesca amb esbarjo han passat de la relaxació, una experiència a l'aire lliure i l'experiència de la captura, a la importància de l'esbarjo familiar. Els pescadors amb ingressos familiars més alts pescaven amb més freqüència i estaven menys preocupats per obtenir peix com a aliment.
Un estudi alemany va indicar que la satisfacció derivada de la pesca amb la pesca no depenia de la captura real, sinó que depenia més de les expectatives dels pescadors sobre l'experiència.
Un estudi del 2006 del Departament de Vida Silvestre i Pesca de Louisiana va fer un seguiment de les motivacions dels pescadors al riu Roig. Entre les respostes més freqüents, hi havia la diversió de pescar peixos, l'experiència de pescar molts peixos o un peix molt gran, per desafiament i aventura. L'ús com a aliment no es va investigar com a motiu.